# Warrick County
Das Warrick County ist ein County im US-Bundesstaat Indiana. Der Verwaltungssitz (County Seat) ist Boonville.

## Geographie
Das County liegt im Südwesten von Indiana am Ohio River, der die Grenze zu Kentucky bildet. Es hat eine Fläche von 1012 Quadratkilometern, wovon 18 Quadratkilometer Wasserfläche sind. An das Warrick County grenzen folgende Countys:
| Gibson County               | Pike County | Dubois County             |
| Vanderburgh County          |             | Spencer County            |
| Henderson County (Kentucky) |             | Daviess County (Kentucky) |

## Geschichte
Das Warrick County wurde am 9. März 1813 aus Teilen des Knox County gebildet. Benannt wurde es nach Jacob Warrick (1773–1811), einem Offizier, der in der Schlacht bei Tippecanoe fiel.
7 Bauwerke und Stätten des Countys sind im National Register of Historic Places eingetragen (Stand 5. September 2017).

## Demografische Daten

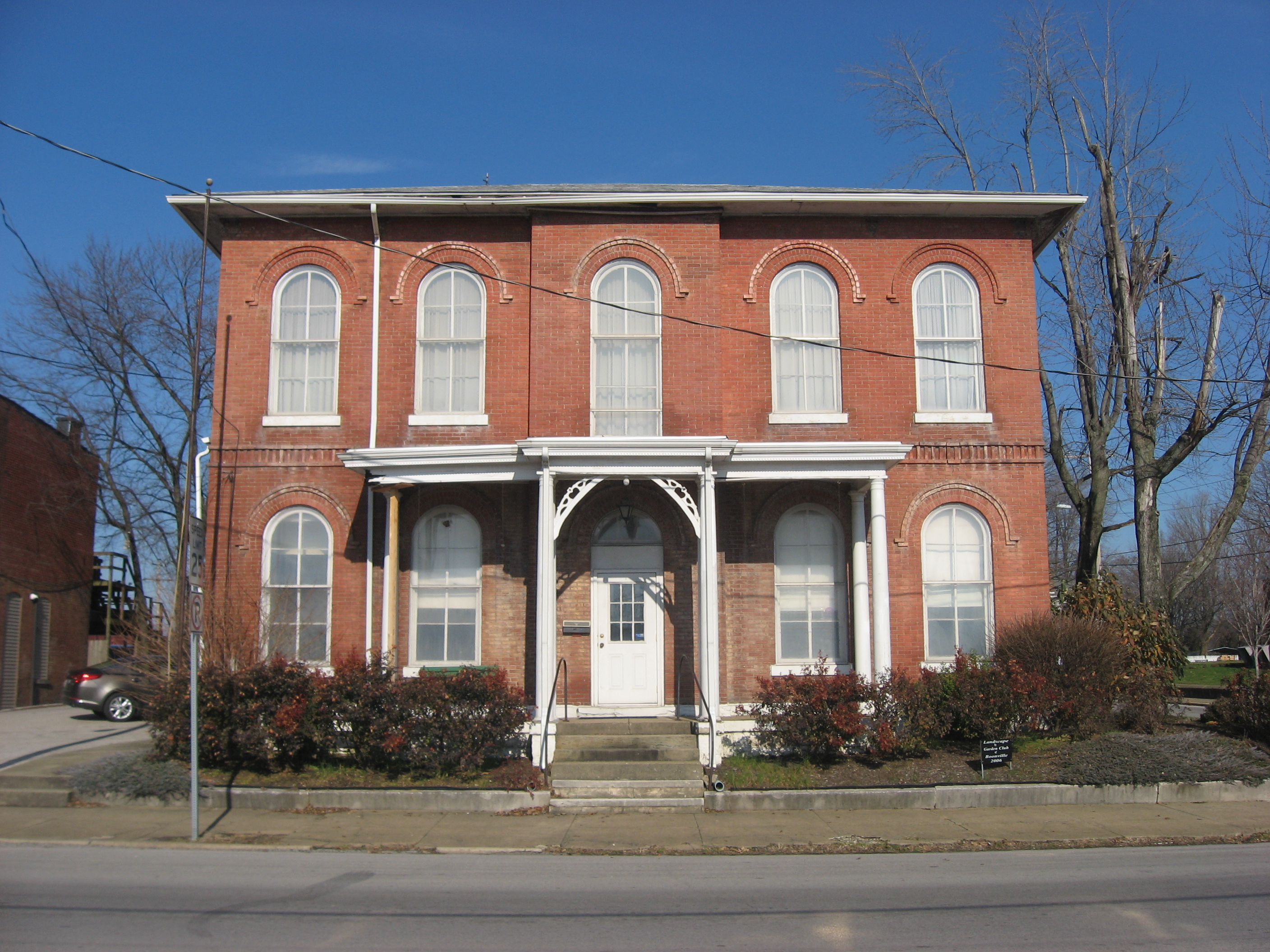
Das Old Warrick County Jail, seit 1979 im NRHP gelistet

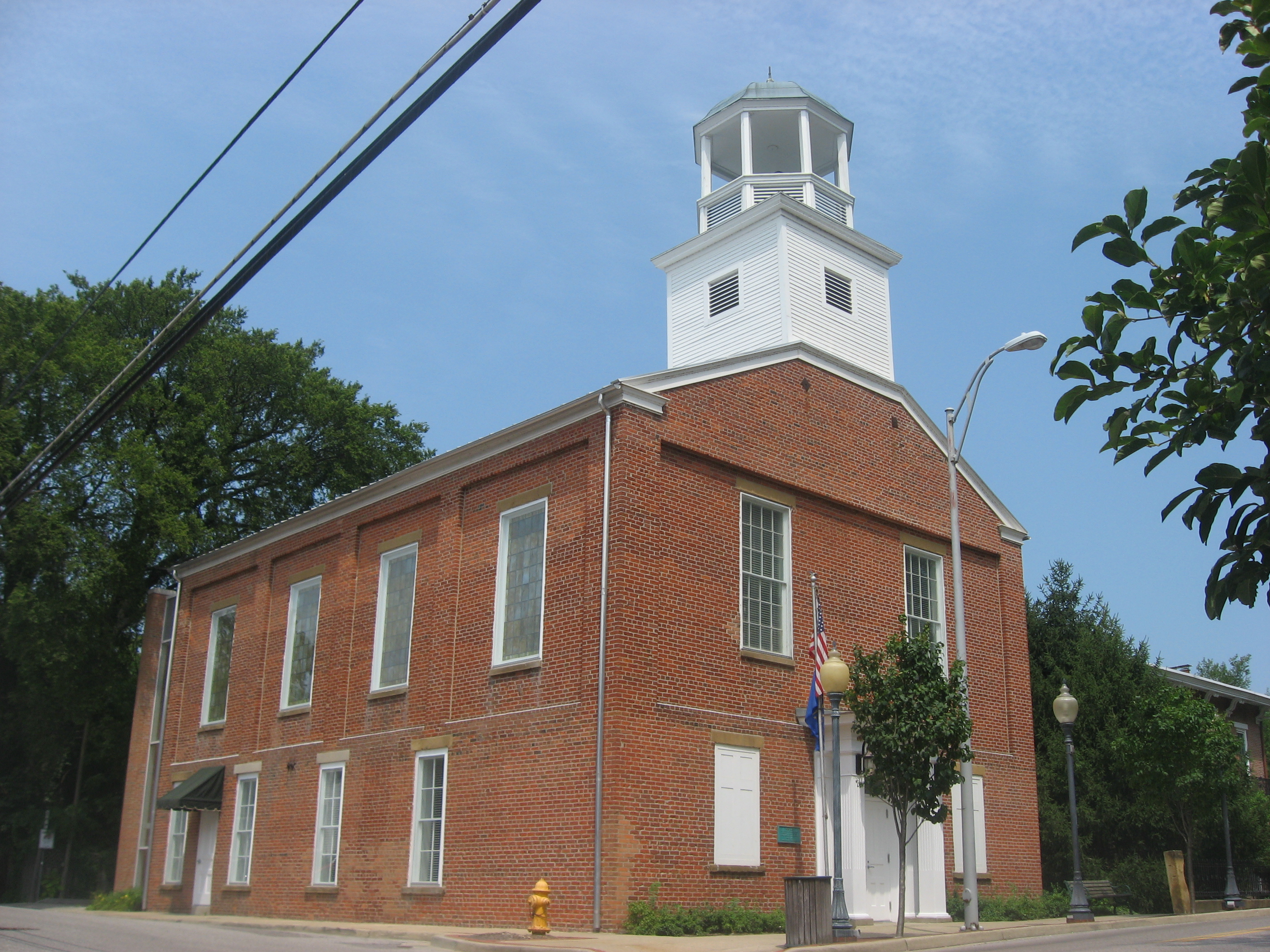
Die Old Newburgh Presbyterian Church, seit 1978 im NRHP gelistet

Nach der Volkszählung im Jahr 2010 lebten im Warrick County 59.689 Menschen in 22.223 Haushalten. Die Bevölkerungsdichte betrug 52,7 Einwohner pro Quadratkilometer.
Ethnisch betrachtet setzte sich die Bevölkerung zusammen aus 95,0 Prozent Weißen, 1,3 Prozent Afroamerikanern, 0,2 Prozent amerikanischen Ureinwohnern, 1,6 Prozent Asiaten sowie aus anderen ethnischen Gruppen; 1,3 Prozent stammten von zwei oder mehr Ethnien ab. Unabhängig von der ethnischen Zugehörigkeit waren 1,6 Prozent der Bevölkerung spanischer oder lateinamerikanischer Abstammung.
In den 22.223 Haushalten lebten statistisch je 2,53 Personen.
25,9 Prozent der Bevölkerung waren unter 18 Jahre alt, 60,8 Prozent waren zwischen 18 und 64 und 13,3 Prozent waren 65 Jahre oder älter. 50,7 Prozent der Bevölkerung war weiblich.

Das jährliche Durchschnittseinkommen eines Haushalts lag bei 58.436 USD. Das Prokopfeinkommen betrug 29.237 USD. 8,0 Prozent der Einwohner lebten unterhalb der Armutsgrenze.

## Orte im Warrick County
City
- Boonville

Towns
| - Chandler - Elberfeld - Lynnville | - Newburgh - Tennyson |

weitere Orte
- Ash Iron Springs
- Baugh City
- Bullocktown
- Camp Brosend
- Center
- Dayville
- De Gonia Springs
- Dickeyville
- Eames
- Eby
- Fisherville
- Folsomville
- Graham Valley
- Greenbrier
- Heilman
- Hemenway
- Hillcrest Terrace
- Jockey
- Loafers Station
- Millersburg
- New Hope
- Paradise
- Pelzer
- Red Bush
- Rolling Acres
- Rustic Hills
- Scalesville
- Selvin
- Stanley
- Stevenson
- Turpin Hill
- Vanada
- Wheatonville
- Yankeetown

Townships
- Anderson Township
- Boon Township
- Campbell Township
- Greer Township
- Hart Township
- Lane Township
- Ohio Township
- Owen Township
- Pigeon Township
- Skelton Township